# Trumps ønske om at erhverve Grønland
Trumps ønske om at erhverve Grønland, den diplomatiske krise mellem Danmark og USA i 2025, også omtalt som Grønlandskrisen, er den amerikanske præsident Donald Trumps udtalte ønske i hans anden præsidentperiode om, at USA skal kontrollere og eje Grønland. Efter at Trump i januar 2025 sagde, at han ikke ville afvise at bruge militær eller økonomisk tvang for at få kontrol over Grønland, og truede Danmark med en handelskrig, udviklede sagen sig til en potentielt meget alvorlig sag for Grønland, Rigsfællesskabet og den danske regering. Flere forskere og kommentatorer har kaldt sagen Danmarks største udenrigspolitiske krise i årtier.

## Baggrund

### USA's tidligere interesse i Grønland
Siden 1800-tallet har USA overvejet og gjort flere forsøg på at købe øen Grønland fra Danmark, som det gjorde med Dansk Vestindien i 1917. Interne diskussioner i den amerikanske regering om at erhverve Grønland fandt således sted i 1867, 1910, 1946 og 1955, og erhvervelse er blevet anbefalet af de amerikanske udenrigsministre William H. Seward og James F. Byrnes og privat af vicepræsident Nelson Rockefeller. Efter 2. verdenskrig tilbød USA i al hemmelighed at købe Grønland.

### Grønlands situation
Grønland har siden 2009 været en selvstyrende del af Kongeriget Danmark. Landet har eget parlament (Inatsisartut) og regering (Naalakkersuisut) og styrer en række anliggender selv, mens forhold som udenrigspolitik, forsvar og møntsystem varetages af Rigsfællesskabet og dermed Folketinget og den danske regering i samarbejde med Grønland. Danmark udbetaler løbende økonomisk støtte til Grønland på ca. 6 mia. kr. årligt, primært i form af bloktilskuddene til landet. Der er et udtalt ønske blandt grønlandske politikere og befolkningen om, at landet gerne vil være en selvstændig stat på et tidspunkt. I sin nytårstale 1. januar 2025 talte den grønlandske landsstyreformand Múte B. Egede meget om grønlandsk selvstændighed, og efterfølgende sagde han, at han troede, at der ville komme en grønlandsk folkeafstemning om spørgsmålet i den valgperiode, som ville starte senere i 2025. En selvstændig grønlandsk stat ser dog indtil videre ud fra økonomiske vurderinger ikke ud til at kunne virkeliggøres uden en væsentlig nedgang i befolkningens materielle levestandard. Det skyldes afhængigheden af bloktilskuddene fra Danmark, og at landets erhvervsliv ikke er tilstrækkelig veludviklet til at kunne udgøre et tilsvarende selvstændigt skattegrundlag.

### Trumps udtalelser 2019
Donald Trump fortalte allerede under sin første præsidentperiode, i august 2019, at han ønskede at købe Grønland af Danmark. Statsminister Mette Frederiksen afviste klart forslaget med en besked om, at Grønland ikke var dansk, men grønlandsk, og ikke til salg. Afvisningen fik Trump til at aflyse et planlagt statsbesøg i Danmark i den følgende måned, men fik i første omgang ikke flere følger.

## Forløb
En uge før genvalget af Donald Trump som den 47. præsident sagde Nick Solheim fra American Moment, en gruppe, der forbereder sig på overgangen, at det af Trump tidligere fremsatte forslag om at købe Grønland havde været seriøst. Solheim citerede angiveligt Homestead Act, der antydede, at regeringen ville tilskynde til amerikansk bosættelse af øen.
Kort efter valget i november 2024 offentliggjorde Trumps allierede, Mike Collins, et billede af Grønland omtalt sammen med udtrykket "Project 2029", hvilket antydede, at Trump ville afgive endnu et bud på at købe Grønland under hans præsidentperiode.  "Buying Greenland" optrådte efter sigende på en liste over udenrigspolitiske mål, som den kommende administration udarbejdede efter valget, og overgangsteamet begyndte den måned efter sigende at diskutere forretningsmuligheder i Grønland med private erhvervsdrivende,  herunder mineindustrien.
22. december skrev Trump på sit sociale medie Truth Social, at USA's "ejerskab og kontrol over Grønland er en absolut nødvendighed", med henvisning til "national sikkerhed" og "frihed i hele verden". Som reaktion på den kommende Trump-regerings udtalelser skrev den grønlandske premierminister Múte Egede: "Grønland er vores. Vi er ikke til salg og vil aldrig være til salg. Vi må ikke miste vores lange kamp for frihed". Statsminister Mette Frederiksen gentog sine kommentarer fra 2019, da Trump fremsatte sit første forslag om at købe Grønland. Den danske forsvarsminister Troels Lund Poulsen bebudede efter Trumps kommentarer, at Danmark vil øge sine udgifter til forsvar af Grønland med et "tocifret milliardbeløb". 
Den kommende Trump-administration fortsatte med offentligt at diskutere overtagelsen af Grønland i januar 2025, mens danske og grønlandske myndigheder igen insisterede på, at øen ikke var til salg.
Den 7. januar 2025 besøgte Trumps søn Donald Trump Jr. Grønlands hovedstad Nuuk i ca. fire timer på et meget medieomtalt besøg.
Trump Junior ankom forud for sin fars pressekonference i Florida, hvor den kommende præsident Trump meddelte, at han ville indføre "meget høje" toldsatser mod Danmark, hvis landet modsætter sig at gøre Grønland til et amerikansk territorium, stillede spørgsmålstegn ved den juridiske status for dansk suverænitet i Grønland og afviste at udelukke at bruge økonomisk eller militær magt mod Danmark, hvis landet nægter, med henvisning til nationale og økonomiske sikkerhedsmæssige årsager. Truslen om told kan ifølge eksperter sandsynligvis medføre en handelskrig mellem hele EU og USA.
Egede manede til ro blandt grønlænderne: "Udmeldingerne i går er naturligvis bekymrende. Det er dog nødvendigt, at vi som nation ikke handler forhastet".  Der spekuleredes i, at Trump kunne bruge den internationale nødhjælpslov om økonomiske magter fra 1977 til at hæve tolden på danske varer, såsom Novo Nordisks lægemiddel Ozempic. En undersøgelse fra 2024 anslog, at Danmarks BNP vil falde med 3%, hvis USA indfører 10% told.
Mette Frederiksens prioritet var at bevare et godt forhold til amerikanerne, som ikke mindst når det kommer til forsvars- og sikkerhedspolitik har spillet en central rolle på Grønland gennem 80 år, og fordi USA er Danmarks største handelspartner. Hun bad om en samtale med Trump for at diskutere Grønlandsspørgsmålet.
15. januar havde Mette Frederiksen en 45 minutter telefonsamtale med Trump, som hun bagefter kaldte "ligefrem og alvorsfuld". Ifølge flere europæiske politikere og embedsmænd gik samtalen meget dårligt set fra Danmarks synspunkt, da Trump havde været aggressiv og konfrontatorisk, efter at Frederiksen havde gentaget, at Grønland ikke var til salg. Det danske statsministerium afviste dog denne udlægning af samtalen.
16. januar var topcheferne for en række store danske virksomheder Novo Nordisk, Vestas Wind Systems og Carlsberg samlet til krisemøde i Statsministeriet for at drøfte situationen.
Trump gentog flere gange i den følgende tid sit ønske om kontrol med Grønland. 21. januar, dagen efter hans indsættelse som USA's præsident, sagde han, at USA havde brug for Grønland på grund af international sikkerhed, og at han var sikker på, at "Danmark nok skal indordne sig". Fire dage senere sagde han til journalister om bord på sit fly Air Force One, at han troede på, at USA ville få kontrol over Grønland.
Udtalelser fra Trump og amerikanske embedsmænd foranledigede, hvad Copenhagen Post beskrev som "udbredt bekymring" i Danmark.  Mette Frederiksen mødtes med oppositionens partiledere den 9. januar for at diskutere krisen. Den konservative Rasmus Jarlov kritiserede hendes holdning om, at "Grønland tilhører grønlænderne" og havde kontrol over dets fremtid, og sagde, at Frederiksen mere eftertrykkeligt burde have slået fast, at Danmark var imod USA's annektering af Grønland. Mens alle partier til venstre i Folketinget støtter grønlandsk selvstændighed, er højrefløjen splittet. Dansk Folkepartis leder Morten Messerschmidt fordømte "grønlandske fantaster" og sagde, at grønlænderne ville foretrække Danmarks sociale programmer frem for USA's: "Grønland vil aldrig opnå selvstændighed. Det kan vi lige så godt sige. Grønland vil aldrig, aldrig få selvstændighed", sagde han og tilføjede, at Trump bliver nødt til at forhandle med Danmark, ikke med Grønland.
Enhedslisten meldte ud, at Danmark burde suspendere en aftale fra 2023, der tillader amerikanske tropper på dansk jord. Det afviste Socialdemokratiet, som udtalte, at USA er afgørende for NATO og dansk sikkerhed. Tidligere ambassadør Friis Arne Petersen beskrev den 17. januar situationen som "historisk uhørt", mens politisk kommentator Noa Redington sammenlignede det internationale pres på Danmark med det, landet var udsat for under Muhammedkrisen i 2005.
Trump-tilbuddet gav Grønland mulighed for at spille USA og Danmark ud mod hinanden. Jacob Kaarsbo, tidligere ansat i Forsvarets Efterretningstjeneste, sagde: "Trump udnytter absolut Grønlands skub for selvstændighed. Jeg kan sagtens se et scenarie, hvor Grønland flytter fra Danmark efter det kommende valg". Peter Viggo Jakobsen fra Syddansk Universitet sagde, at hvis Trump tilbød flere penge end det nuværende danske tilskud "kan jeg sagtens forestille mig, at et flertal af befolkningen vil erklære sig selvstændig".  Den grønlandske minister Naaja Nathanielsen sagde, at hendes regering i årevis havde søgt mere samarbejde med USA eller EU, og at hun sjældent talte til danske medier om Grønlands naturressourcer, spiralsagen eller adskillelse af grønlandske børn og forældre i Danmark. Grønland ville bruge den store danske og verdensomspændende opmærksomhed fra Trumps interesse til at løse konflikten med Danmark om skandalerne, sagde hun. Idet Nathanielsen gentog, at "Vi er ikke danskere eller amerikanere", bad hun om flere amerikanske minedrifts- og infrastrukturinvesteringer i et indlæg i Washington Post, hvori hun oplyste, at canadiske og britiske virksomheder havde de fleste licenser.

### Største udenrigspolitiske krise i mange år
Trumps udsagn om økonomisk og militær tvang og hans efterfølgende udtalelser fik krisen til at eskalere i medierne. Den tidligere svenske statsminister Carl Bildt kaldte det for "en politisk atombombe". Professor Mikkel Vedby Rasmussen fra Københavns Universitet kaldte situationen for den værste udenrigspolitiske krise for Danmark i årtier og mente, at Grønland ikke ville være en del af Rigsfællesskabet i 2029. Også den tidligere udenrigsminister Per Stig Møller og den tidligere justits- og forsvarsminister Hans Engell kaldte det hver især for den største udenrigspolitiske krise for Danmark i nyere tid, mere alvorlig end Muhammed-krisen.
26. januar spiste Frederiksen middag med andre nordiske ledere, og den 28. januar mødtes hun med Scholz, Frankrigs præsident Emmanuel Macron, og NATO's generalsekretær Mark Rutte for at diskutere krisen. 
Berlingske berettede 31. januar efter samtaler med anonyme kilder med tæt forbindelse med de republikanske politikere i Kongressen, at også Trumps tætte allierede vidste, at konflikten ikke ville ende med, at USA ejede Grønland. I stedet regnede de med, at den ville ende med en aftale mellem USA, Danmark og Grønland, hvor Danmark kom til at yde mere til forsvaret, og USA fik en øget adgang til Arktis. Det var derfor op til diplomatiet at arbejde på en sådan løsning i kulissen. Imidlertid kunne amerikanerne ikke tale åbent om denne mulighed, så længe præsidenten fastholdt sit kontroversielle ønske. Den store joker var dog, at ingen kendte Trumps endelige holdning.

### Spekulation om Trumps motiver
Trump er kendt som en notorisk uforudsigelig politiker, og det blev meget diskuteret i offentligheden, hvor bogstaveligt hans udtalelser skulle tages, og hvad Trumps motiv for at ønske Grønland egentlig var. To mulige årsager til amerikansk interesse i Grønland er dels forsvars- og sikkerhedspolitiske hensyn, dels ønsket om adgang til mineraler i Grønlands undergrund. Flere forskere fortalte imidlertid, at USA allerede i dag i praksis har fuld militær adgang til Grønland ifølge Grønlandstraktaten fra 1951 mellem USA og Danmark, og at amerikanske virksomheder også allerede har mulighed for at investere i minedrift i Grønland, der gerne vil have udenlandske investorer. Efterspørgslen er imidlertid begrænset, fordi det er meget dyrt at etablere minedrift i landet. Kommentatorer har derudover peget på, at Trumps motiv kan være forfængelighed og et rent personligt ønske om at fremstå som en stærk leder, der som den første præsident i 80 år har udvidet USA's territorium.

### Reaktioner i Grønland og Danmark
Grønlands regeringschef Múte Bourup Egede afviste, at Grønland skulle blive en del af USA, og understregede, at Grønlands befolkning selv ville bestemme landets fremtid. Også lederne af samtlige fem partier i Inatsisartut afviste at blive en del af USA, samtidig med at de udtrykte ønske om at opretholde et godt forhold til amerikanerne. Der opstod efterfølgende bekymringer for, at Trumps interesse forøgede risikoen for fake news og udenlandsk desinformation i Grønland frem mod landstingsvalget i Grønland 2025.
Danmarks statsminister Mette Frederiksen gentog flere gange som svar på Trumps udtalelser, at Grønland ikke er til salg, og at beslutningen om Grønlands fremtid skal tages i Grønland. Samtidig søgte regeringen støtte hos andre europæiske lande. Danmark fik fuld opbakning fra de øvrige EU-lande i sagen. Frankrig tilbød således at sende soldater til Grønland, hvis Danmark bad om det. Danmark ønskede dog ikke at gå videre med dette tilbud.
I en meningsmåling foretaget af Verian for Berlingske og den grønlandske avis Sermitsiaq blandt ca. 500 borgere i Grønland og offentliggjort 28. januar, svarede 85 % af de adspurgte nej til, at de ønskede, at Grønland skulle træde ud af rigsfællesskabet og i stedet blive en del af USA. Kun 6 % svarede ja, mens 9 % var uafklarede. Adspurgt, om hvad de ville foretrække, hvis de kunne vælge mellem et dansk og et amerikansk statsborgerskab, ville 55 % foretrække et dansk statsborgerskab, mens 8 % foretrak et amerikansk, og 37 % svarede ved ikke.
I en meningsmåling foretaget af YouGov under krisen midt i januar og offentliggjort af The Guardian 31. januar viste, at 46 % af de adspurgte danskere opfattede NATO-partneren USA som enten en "meget stor" eller en "ret stor" trussel mod Danmark. Det var flere, end der opfattede Nordkorea (44 %) eller Iran (40 %) som en trussel. Rusland opfattedes dog af betydeligt flere, nemlig af 86 %, som en trussel mod Danmark. Samtidig sagde 78 % af de adspurgte danskere, at de var imod, at Grønland skulle sælges til USA. 72 % var enige i, at det i sidste ende skulle være Grønlands beslutning, ikke Danmarks.

### Nedtoning af krisen
Et stykke inde i februar så det dog ud til, at det var lykkedes for den danske regering at hegne krisen i forholdet til USA ind, og det amerikanske pres på Danmark var lettet. Der var flere årsager hertil. Én var, at den amerikanske "skørhedsfaktor" var steget. Præsident Trump meldte ikke blot ud, at han ville købe Grønland, men han ville også tage Panamakanalen tilbage, omdøbe Den Mexicanske Golf til "Den Amerikanske Golf", gøre Canada til den 51. amerikanske delstat og overtage Gazastriben i Palæstina, tømme området for dets to millioner palæstinensiske indbyggere og omdanne området til Mellemøstens riviera. Det vurderedes at være til gavn for Danmark, at man i det meste af verden rystede på hovedet af Trumps stadig mere fantasifulde ideer. Den danske regerings intensive diplomati og statsminister Mette Frederiksens grundigt fotograferede rejser til adskillige europæiske hovedstæder havde understreget den europæiske opbakning til Danmark i en eventuel handelskrig med USA og i forsvaret af rigsfællesskabets grænser. Desuden blev Trump-lejrens påstande om, at grønlænderne hellere ville høre sammen med USA end Danmark, effektivt tilbagevist af både samtlige grønlandske partier og af et stort flertal i Grønland ifølge Verians meningsmåling sidst i januar. Krisens fokus flyttede derfor fra Washington til Nuuk, idet spørgsmålet om tidspunktet for grønlandsk selvstændighed blev et element i valgkampen inden parlamentsvalget i Grønland 2025 i marts 2025.

### Fortsatte amerikanske udtalelser
Ved valget gik det grønlandske selvstændighedsparti Naleraq kraftigt frem og fordoblede sit stemmetal til ca. 25 %, men såvel dette som de øvrige partier i det nyvalgte parlament afviste Trumps tilnærmelser. Udtalelser fra Trump vedblev dog at nævne Grønland, enten på hans eget initiativ eller som svar på spørgsmål fra journalister. To dage efter det grønlandske valg blev Trump spurgt af en journalist, hvordan han så på en potentiel annektering af Grønland. Trump svarede: "Jeg tror, at det vil ske". Samtlige fem partiformænd i det nye grønlandske parlament udsendte en fællesudtalelse som svar, hvor de kaldte Trumps udtalelser for "uacceptabel over for venner og allierede i en forsvarsalliance". Samme dag demonstrerede flere hundrede grønlændere i Nuuk ved det amerikanske konsulat i protest mod Trumps udtalelser. Såvel den fungerende regeringsleder Múte Bourup Egede som det nylige valgs store vinder Jens-Frederik Nielsen deltog i demonstrationen.
I forbindelse med et planlagt besøg af vicepræsident J.D. Vance og hans hustru Usha Vance på den amerikanske Pituffik Space Base i Nordvestgrønland sidst i marts udtalte Trump igen adskillige gange i et interview, at USA "er nødt til at have" Grønland.